# Less Than Jake
Less Than Jake — американський ска-панк гурт з міста Гейнсвілл (Флорида), заснований у 1992. Склад гурту: Кріс ДеМейкс (вокал, гітара), Роджер Ліма (вокал, бас-гітара), Вінні Фіорелло (ударні, тексти), Бадді Шауб (тромбон) та Пітер «JR» Василевський (саксофон).
Гурт видав свій дебютний альбом, Pezcore, у 1995, після серії семи-дюймових синглів. Гурт видав два альбоми, Losing Streak (1996) та Hello Rockview (1998), на великому лейблі Capitol Records, завдяки яким гурт здобув значну популярність. П'ятий альбом гурту Anthem (2003) став найбільш комерційно успішним альбомом гурту, включаючи такі сингли як, «She's Gonna Break Soon» та «The Science of Selling Yourself Short».
У 2008 гурт заснував власний лейбл, Sleep It Off Records, та видав сьомий студійний альбом, GNV FLA. Гурт сконцентрувався на виданні мініальбомів, та незалежно видав Greetings from Less Than Jake (2011) та Seasons Greetings from Less Than Jake (2012). Наприкінці 2012, вони об'єднали ці два альбоми у збірку Greetings and Salutations (2012) Восьмий студійний альбом гурту, See the Light, був виданий 12 листопада 2013.
Гурт увійшов у студію у 2016 для запису крайнього мініальбому, під назвою Sound The Alarm, який вийшов у лютому 2017 на лейблі Pure Noise Records.

## Учасники гурту
Поточні учасники
- Кріс ДеМейкс — вокал, гітара (1992–дотепер)
- Роджер Ліма — вокал, бас-гітара (1992–дотепер)
- Вінні Фіорелло — ударні (1992–дотепер)
- Бадді «Goldfinger» Шауб — тромбон (1993–дотепер)
- Пітер «JR» Василевський — саксофон (2000–дотепер)

Колишні учасники
- Джессіка Міллс — саксофон (1993—1998)
- Деррон Нуфер — саксофон (1995—2000)
- Піт Анна — тромбон (1998—2001)

## Дискографія
- Pezcore (1995)
- Losing Streak (1996)
- Hello Rockview (1998)
- Borders & Boundaries (2000)
- Anthem (2003)
- In With the Out Crowd (2006)
- GNV FLA (2008)
- See the Light (2013)